# Sadrametsa
Sadrametsa este o arie protejată (arie specială de conservare — SAC, sit de importanță comunitară — SCI) din Estonia întinsă pe o suprafață de 244 ha, integral pe uscat.

## Localizare
Centrul sitului Sadrametsa este situat la coordonatele 57°39′17″N 26°48′15″E / 57.6547°N 26.8043°E.

## Înființare
Situl Sadrametsa a fost declarat sit de importanță comunitară în aprilie 2004 pentru a proteja 1 specie de animale. Situl a fost protejat și ca arie specială de conservare în iulie 2005.

## Biodiversitate
Situată în ecoregiunea boreală, aria protejată conține 1 habitat natural: Taiga vestică.
La baza desemnării sitului se află o specie protejată de  amfibieni: triton cu creastă (Triturus cristatus).